# Hooge Kwelvaart
De Hooge Kwelvaart is een vaart in Wieringermeer in Nederland. Het kanaal loopt van het Robbenoordbos tot aan Kreileroord. De Hooge Kwelvaart heeft een lengte van ongeveer 9 kilometer.